# 广东省
23°24′N 113°30′E / 23.4°N 113.5°E
廣東省，簡稱粵，為中华人民共和国南部沿海省份，位於中國華南地區，省會為廣州市。“广东”一名起源于漢朝交州刺史部治所广信县，取“初开粤地，宜广布恩信”之意，后称广信以东区域为广东，宋至道三年（997年）设广南东路，为今日广东省名之出处。廣東省地处中国大陆最南部，东邻福建，北接江西、湖南，西连广西，南邻南海，珠江口东西两侧分别与香港、澳门接壤，與海南隔瓊州海峽相望。全省陆地面积17.97万平方公里，海域总面积41.93万平方公里；大陆海岸线长达4114.3公里，为全中国各省级行政区之最。
广东是中国大陸最早进行改革開放的省份之一，经济总量自1989年起常年居于中国大陆首位，是中国经济第一大省，其中，包括中国四大一线城市之二的广州、深圳在内的珠江三角洲地区是中国经济最发达的地区之一。 在经济腾飞的同时，广东亦吸引大量外來人口移居，人口总量由1950年代的中国第六位跃升为中国之首。

## 歷史

### 史前
早于旧石器时代初期，广东境内已有人类活动。距今约12.9万年以前，广东已出现早期智人“马坝人”。 远古时期，百越人从江浙地带迁徙到广东一带，广东一带为百越人移居之地，地旷人稀，长期处于较为原始的社会状态。约在距今四千多年前，广东地区已出现不少古方国实体，是嶺南百越人聚居之地，稱為「百越之地」。前887年建立的楚庭成為當時廣東地區的管治中心。

### 秦漢

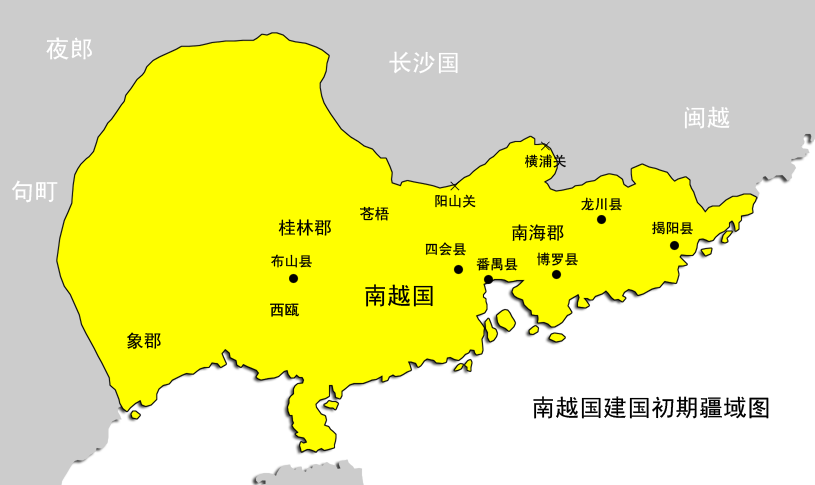
南越国疆域图，南越国在顶峰时期还直至现今越南的中部

公元前214年，秦始皇率兵占领岭南后，将今广东大部划入南海郡，郡治番禺县位於現廣州市，为广东纳入中原政权之始。公元前203年，赵佗兼并岭南三郡，建立南越国，建都番禺，即今廣州，廣東成為南越國政權的中心地帶。前111年，汉武帝灭南越后，复置南海郡，由交趾刺史部纠核。东汉末，交趾刺史部改为交州。

### 六朝
三国時代東吳把勢力範圍擴展至嶺南。在公元210年，任命步騭為交州刺史。217年，步騭把交州州治從廣信東遷番禺。黃武五年（226年），又將南海郡、蒼梧郡、鬱林郡、高涼郡4郡從交州北部劃出另設廣州，史稱“交廣分治”。
西晋時，今廣東省大部屬當時的廣州，粵北屬荊州，雷州半岛和海南島屬交州。南北朝時期，因北方戰亂，大批中原人口南遷，今粵西和粵北一帶州、郡數猛增。

### 隋唐
隋文帝在位時廢南海郡，置廣州總管府。601年因避太子楊廣之諱而改為番州。607年復置南海郡，屬番州。唐621年復置廣州，初為總管府，後改都督府。627年置嶺南道。758年，罷嶺南道採訪使，改設嶺南節度使，僅轄今廣東地區。862年嶺南分東、西二道，今廣東屬嶺南東道。
唐代，梅关古道的开凿便利了中原与岭南地区的交通往来，广州成为全国海外贸易的主要港口。咸通三年（862年），岭南道分为东西二道，广东属岭南东道，为两广分置之始。唐末諸藩崛起，南漢在嶺南立國，廢嶺南道，而廣東成為南漢政權的中心地區，直轄於南漢朝廷。

### 宋元明清
宋太祖971年灭南汉后，廢其建制，复置岭南道。至道三年（997年）分置广南东路，獲認為是今日「廣東」一名出處。元朝，今广东省境由江西等處行中書省、湖廣等處行中書省分治，分为广东道和海北海南道，設廣東道宣慰使。
明朝洪武二年（1369年）5月，改广东道为广东等处行中书省，并将海北海南道并入，今广东省区域轮廓自此基本形成。其後1376年7月又將廣東行省改為廣東承宣佈政使司，通稱廣東省。清朝，设两广总督管辖广东、广西两省。明清时期，广东经济、文化发展已跃居全国前列。

### 近现代
鸦片战争后，广东成为推翻清朝统治、建立共和的民主革命策源地。1911年11月9日，广东各界代表在广东咨议局举行大会，宣布广东共和独立。袁世凯当政后，广东进入了军阀统治时期。孙中山曾先后三次在广州建立革命政权，广东因而成为全国国民革命运动的中心。1925年，国民政府在广州成立。1938年10月，日军侵占广州，广东省政府被迫撤退到粤北。
中华人民共和国成立后，1949年11月6日，广东省人民政府正式成立。1952年，北海市及钦州专区划归广西，广西的怀集县划入广东。1955年，广西北海市和钦州专区所属各县划归广东省，并更名为合浦专区。1965年，重新划定两广行政界线，北海市及合浦专区所属各县划归广西壮族自治区。1966年5月，广东和全国一样开展了历时10年的“文化大革命”，破坏了全省正常的社会秩序。1979年，中共中央、国务院批准广东省在对外经济活动中实行特殊政策和灵活措施。广东的改革开放带来了经济的高速发展。1988年，海南行政区从广东省划出，另设海南省。2016年起，在国家组织推进下，珠江三角洲经济区城市与香港、澳门共建粵港澳大灣區。

## 地理

### 概況

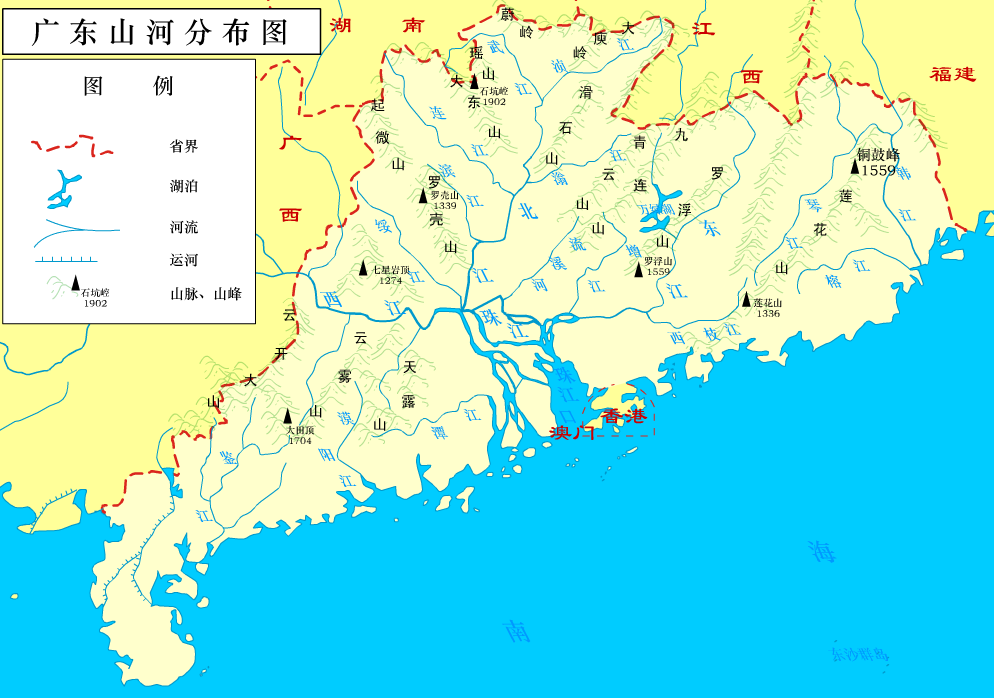
广东主要山脉河流分布图

广东接邻省区有福建、江西、湖南、广西、海南、香港及澳门。地处中国南部，北依南岭山脉、东北为武夷山脉，南临南海，海岸线长3368公里（不含岛屿海岸线），海洋面积419,000平方公里，海岛1963个，总面积1513.17平方千米，是中国海域面积第二大的省份。北回归线从省内横跨经过。

### 地形地貌
广东地貌类型复杂多样，山地、丘陵分别占全省土地总面积的33.7%、24.9%，台地和平原佔14.2%和21.7%，河流和湖泊等占5.5%，总体地勢北高南低，北部多为山地和高丘陵，最高峰石坑崆位于阳山县、乳源县与湖南省的交界处，海拔1902米，山脉以北东―南西走向居多，如斜贯粤西、粤中和粤东北的罗平山脉和粤东的莲花山脉，粤北的山脉则多为向南拱出的弧形山脉，粤东和粤西有少量北西―南东走向的山脉。中部和南部沿海地區多為低丘陵、台地或平原。平原以珠江三角洲面积最大，其次为潮汕平原，此外还有高要、清远、杨村、惠阳和大广海湾等冲积平原。台地以雷州半岛―电白―阳江一带和海丰―潮阳一带分布较多。基岩岩石以花岗岩最为普遍，砂岩和变质岩也较多，粤西、粤北还有较大片的石灰岩分布，丹霞山、湖光岩先后被评为世界地质公园。广东有大片濕地，有27个先后被评为国家湿地公园。

### 氣候
广东省雖地處南方，絕大部份地區都屬於副熱帶季風氣候，因此仍有明顯四季，夏季炎熱多雨，冬季溫和乾燥。境内多年平均降水量1774毫米，是最受颱風侵襲的中國省份。其中粵北地區氣溫平均最低，若有寒氣南下，冬季甚至有下雪；廣東南部雷州半岛地区屬於熱帶季風氣候，全年平均氣溫都相比其他城市為高。
| 广州市气象数据（常规数据自1981年统计至2010年，极端数据自1961年统计至2010年） | 广州市气象数据（常规数据自1981年统计至2010年，极端数据自1961年统计至2010年） | 广州市气象数据（常规数据自1981年统计至2010年，极端数据自1961年统计至2010年） | 广州市气象数据（常规数据自1981年统计至2010年，极端数据自1961年统计至2010年） | 广州市气象数据（常规数据自1981年统计至2010年，极端数据自1961年统计至2010年） | 广州市气象数据（常规数据自1981年统计至2010年，极端数据自1961年统计至2010年） | 广州市气象数据（常规数据自1981年统计至2010年，极端数据自1961年统计至2010年） | 广州市气象数据（常规数据自1981年统计至2010年，极端数据自1961年统计至2010年） | 广州市气象数据（常规数据自1981年统计至2010年，极端数据自1961年统计至2010年） | 广州市气象数据（常规数据自1981年统计至2010年，极端数据自1961年统计至2010年） | 广州市气象数据（常规数据自1981年统计至2010年，极端数据自1961年统计至2010年） | 广州市气象数据（常规数据自1981年统计至2010年，极端数据自1961年统计至2010年） | 广州市气象数据（常规数据自1981年统计至2010年，极端数据自1961年统计至2010年） | 广州市气象数据（常规数据自1981年统计至2010年，极端数据自1961年统计至2010年） |
| 月份                                                                         | 1月                                                                          | 2月                                                                          | 3月                                                                          | 4月                                                                          | 5月                                                                          | 6月                                                                          | 7月                                                                          | 8月                                                                          | 9月                                                                          | 10月                                                                         | 11月                                                                         | 12月                                                                         | 全年                                                                         |
| ---------------------------------------------------------------------------- | ---------------------------------------------------------------------------- | ---------------------------------------------------------------------------- | ---------------------------------------------------------------------------- | ---------------------------------------------------------------------------- | ---------------------------------------------------------------------------- | ---------------------------------------------------------------------------- | ---------------------------------------------------------------------------- | ---------------------------------------------------------------------------- | ---------------------------------------------------------------------------- | ---------------------------------------------------------------------------- | ---------------------------------------------------------------------------- | ---------------------------------------------------------------------------- | ---------------------------------------------------------------------------- |
| 历史最高温 °C（°F）                                                          | 28.4 (83.1)                                                                  | 29.4 (84.9)                                                                  | 32.1 (89.8)                                                                  | 33.3 (91.9)                                                                  | 38.8 (101.8)                                                                 | 40.1 (104.2)                                                                 | 43.9 (111.0)                                                                 | 41.6 (106.9)                                                                 | 39.6 (103.3)                                                                 | 36.2 (97.2)                                                                  | 33.4 (92.1)                                                                  | 29.6 (85.3)                                                                  | 43.9 (111.0)                                                                 |
| 平均高温 °C（°F）                                                            | 19.0 (66.2)                                                                  | 20.7 (69.3)                                                                  | 22.8 (73.0)                                                                  | 26.5 (79.7)                                                                  | 30.5 (86.9)                                                                  | 32.0 (89.6)                                                                  | 33.7 (92.7)                                                                  | 33.5 (92.3)                                                                  | 32.1 (89.8)                                                                  | 29.7 (85.5)                                                                  | 25.3 (77.5)                                                                  | 21.0 (69.8)                                                                  | 27.2 (81.0)                                                                  |
| 日均气温 °C（°F）                                                            | 14.1 (57.4)                                                                  | 16.4 (61.5)                                                                  | 18.9 (66.0)                                                                  | 22.7 (72.9)                                                                  | 26.4 (79.5)                                                                  | 27.9 (82.2)                                                                  | 29.4 (84.9)                                                                  | 29.1 (84.4)                                                                  | 27.9 (82.2)                                                                  | 25.1 (77.2)                                                                  | 20.2 (68.4)                                                                  | 15.6 (60.1)                                                                  | 22.8 (73.0)                                                                  |
| 平均低温 °C（°F）                                                            | 10.8 (51.4)                                                                  | 13.5 (56.3)                                                                  | 15.9 (60.6)                                                                  | 20.0 (68.0)                                                                  | 23.3 (73.9)                                                                  | 25.1 (77.2)                                                                  | 26.3 (79.3)                                                                  | 25.9 (78.6)                                                                  | 24.7 (76.5)                                                                  | 21.6 (70.9)                                                                  | 16.5 (61.7)                                                                  | 12.0 (53.6)                                                                  | 19.6 (67.3)                                                                  |
| 历史最低温 °C（°F）                                                          | 0.1 (32.2)                                                                   | 1.3 (34.3)                                                                   | 3.2 (37.8)                                                                   | 7.7 (45.9)                                                                   | 13.7 (56.7)                                                                  | 18.8 (65.8)                                                                  | 21.6 (70.9)                                                                  | 20.9 (69.6)                                                                  | 15.5 (59.9)                                                                  | 9.5 (49.1)                                                                   | 4.9 (40.8)                                                                   | 0.0 (32.0)                                                                   | 0.0 (32.0)                                                                   |
| 平均降雨量 mm（）                                                            | 44.3 (1.74)                                                                  | 67.9 (2.67)                                                                  | 94.9 (3.74)                                                                  | 183.5 (7.22)                                                                 | 285.6 (11.24)                                                                | 315.0 (12.40)                                                                | 240.0 (9.45)                                                                 | 230.8 (9.09)                                                                 | 200.9 (7.91)                                                                 | 70.5 (2.78)                                                                  | 38.4 (1.51)                                                                  | 29.4 (1.16)                                                                  | 1,801.2 (70.91)                                                              |
| 平均降雨天数（≥ 0.1 mm）                                                     | 7.5                                                                          | 11.2                                                                         | 15.0                                                                         | 16.3                                                                         | 18.3                                                                         | 18.2                                                                         | 15.9                                                                         | 16.8                                                                         | 12.5                                                                         | 7.1                                                                          | 5.5                                                                          | 4.9                                                                          | 149.2                                                                        |
| 平均相對濕度（％）                                                           | 68                                                                           | 75                                                                           | 76                                                                           | 79                                                                           | 77                                                                           | 79                                                                           | 75                                                                           | 76                                                                           | 72                                                                           | 66                                                                           | 64                                                                           | 63                                                                           | 73                                                                           |
| 月均日照時數                                                                 | 118.5                                                                        | 71.6                                                                         | 62.4                                                                         | 65.1                                                                         | 104.0                                                                        | 140.2                                                                        | 202.0                                                                        | 173.5                                                                        | 170.2                                                                        | 181.8                                                                        | 172.7                                                                        | 166.0                                                                        | 1,628                                                                        |
| 可照百分比                                                                   | 35                                                                           | 22                                                                           | 17                                                                           | 17                                                                           | 26                                                                           | 35                                                                           | 49                                                                           | 43                                                                           | 46                                                                           | 51                                                                           | 52                                                                           | 50                                                                           | 37                                                                           |
| 来源：中国气象局                                                             |                                                                              |                                                                              |                                                                              |                                                                              |                                                                              |                                                                              |                                                                              |                                                                              |                                                                              |                                                                              |                                                                              |                                                                              |                                                                              |

### 四至
| 方位 | 地点               | 坐标                                            |
| ---- | ------------------ | ----------------------------------------------- |
| 北   | 韶关市乐昌市白石镇 | 25°31′10″N 113°17′12″E / 25.51950°N 113.28660°E |
| 东   | 汕头市南澳县云澳镇 | 23°17′15″N 117°18′51″E / 23.28754°N 117.31420°E |
| 南   | 湛江市徐闻县角尾乡 | 20°13′24″N 109°55′08″E / 20.22320°N 109.91900°E |
| 西   | 湛江市雷州市纪家镇 | 20°56′14″N 109°39′53″E / 20.93720°N 109.66470°E |

## 行政區劃
明朝至中華人民共和國成立初期，廣東政區範圍包括現廣東省內區域、廣西沿海一帶及海南島。1952年，欽廉專區劃歸廣西，原屬廣西梧州的懷集劃入廣東。1955年，欽州專區重歸廣東。1965年，欽州專區再度劃入廣西。1987年撤销广東省唯一的自治州海南黎族苗族自治州 , 1988年海南行政區劃出，另設海南省，形成現時的廣東版圖。
廣東省現轄21個地級市，其中廣州、深圳兩市行政級別為副省級。全省合共有122個縣級行政區，包括65個市轄區、20個縣級市、34個縣、3個自治縣；1612个乡级行政区，包括1112镇，4乡，7民族乡，489街道。
- 地級市：廣州市、深圳市、韶關市、珠海市、汕頭市、佛山市、江門市、湛江市、茂名市、肇慶市、惠州市、梅州市、汕尾市、河源市、陽江市、清遠市、東莞市、中山市、潮州市、揭陽市、雲浮市

| 廣東省行政區劃圖 | 廣東省行政區劃圖 | 廣東省行政區劃圖 | 廣東省行政區劃圖  | 廣東省行政區劃圖           | 廣東省行政區劃圖 | 廣東省行政區劃圖 | 廣東省行政區劃圖 | 廣東省行政區劃圖 | 廣東省行政區劃圖 |
| --- | ---------------- | ---------------- | ----------------- | -------------------------- | ---------------- | ---------------- | ---------------- | ---------------- | ---------------- |
| 广州市 韶关市 深圳市 珠海市 汕头市 佛山市 江门市 湛江市 茂名市 肇庆市 惠州市 梅州市 汕尾市 河源市 阳江市 清远市 东莞市 中山市 潮州市 揭阳市 云浮市 ☐ 中华人民共和国宣称拥有东沙群岛的主权，并划归汕尾市城区遮浪街道， · 现时实际控制方为中華民國，并划归高雄市旗津區。 |                  |                  |                   |                            |                  |                  |                  |                  |                  |
| 區劃代碼 | 區劃名稱         | 漢語拼音         | 面積 （平方公里） | 常住人口 （2020年11月1日） | 政府駐地         | 縣級行政區劃     | 縣級行政區劃     | 縣級行政區劃     | 縣級行政區劃     |
| 區劃代碼 | 區劃名稱         | 漢語拼音         | 面積 （平方公里） | 常住人口 （2020年11月1日） | 政府駐地         | 市轄區           | 縣級市           | 縣               | 自治縣           |
| 440000 | 廣東省           | Guǎngdōng Shěng  | 179,655.96        | 126,012,510                | 廣州市           | 65               | 20               | 34               | 3                |
| — 副省級市 — |                  |                  |                   |                            |                  |                  |                  |                  |                  |
| 440100 | 廣州市           | Guǎngzhōu Shì    | 7,246.60          | 18,676,605                 | 越秀區           | 11               |                  |                  |                  |
| 440300 | 深圳市           | Shēnzhèn Shì     | 1,991.64          | 17,560,061                 | 福田區           | 9                |                  |                  |                  |
| — 地級市 — |                  |                  |                   |                            |                  |                  |                  |                  |                  |
| 440200 | 韶關市           | Sháoguān Shì     | 18,412.53         | 2,855,131                  | 湞江區           | 3                | 2                | 4                | 1                |
| 440400 | 珠海市           | Zhūhǎi Shì       | 1,711.24          | 2,439,585                  | 香洲區           | 3                |                  |                  |                  |
| 440500 | 汕頭市           | Shàntóu Shì      | 2,179.95          | 5,502,031                  | 金平區           | 6                |                  | 1                |                  |
| 440600 | 佛山市           | Fóshān Shì       | 3,797.72          | 9,498,863                  | 禪城區           | 5                |                  |                  |                  |
| 440700 | 江門市           | Jiāngmén Shì     | 9,503.95          | 4,798,090                  | 蓬江區           | 3                | 4                |                  |                  |
| 440800 | 湛江市           | Zhànjiāng Shì    | 13,260.31         | 6,981,236                  | 赤坎區           | 4                | 3                | 2                |                  |
| 440900 | 茂名市           | Màomíng Shì      | 11,425.95         | 6,174,050                  | 茂南區           | 2                | 3                |                  |                  |
| 441200 | 肇慶市           | Zhàoqìng Shì     | 14,891.23         | 4,113,594                  | 端州區           | 3                | 1                | 4                |                  |
| 441300 | 惠州市           | Huìzhōu Shì      | 11,342.98         | 6,042,852                  | 惠城區           | 2                |                  | 3                |                  |
| 441400 | 梅州市           | Méizhōu Shì      | 15,864.51         | 3,873,239                  | 梅江區           | 2                | 1                | 5                |                  |
| 441500 | 汕尾市           | Shànwěi Shì      | 4,861.79          | 2,672,819                  | 城區             | 1                | 1                | 2                |                  |
| 441600 | 河源市           | Héyuán Shì       | 15,653.63         | 2,837,686                  | 源城區           | 1                |                  | 5                |                  |
| 441700 | 陽江市           | Yángjiāng Shì    | 7,955.27          | 2,602,959                  | 江城區           | 2                | 1                | 1                |                  |
| 441800 | 清遠市           | Qīngyuǎn Shì     | 19,035.54         | 3,969,473                  | 清城區           | 2                | 2                | 2                | 2                |
| 441900 | 東莞市           | Dōngguǎn Shì     | 2,460.01          | 10,466,625                 | 南城街道         |                  |                  |                  |                  |
| 442000 | 中山市           | Zhōngshān Shì    | 1,783.67          | 4,418,060                  | 東區街道         |                  |                  |                  |                  |
| 445100 | 潮州市           | Cháozhōu Shì     | 3,145.89          | 2,568,387                  | 湘橋區           | 2                |                  | 1                |                  |
| 445200 | 揭陽市           | Jiēyáng Shì      | 5,265.38          | 5,577,814                  | 榕城區           | 2                | 1                | 2                |                  |
| 445300 | 雲浮市           | Yúnfú Shì        | 7,785.11          | 2,383,350                  | 雲城區           | 2                | 1                | 2                |                  |
| 注：中華人民共和國政府宣稱擁有東沙群島主權，並將之劃入廣東省汕尾市，但實際控制方為中華民國政府，並劃入高雄市旗津區。 |                  |                  |                   |                            |                  |                  |                  |                  |                  |

## 政治

### 地方首长
| 机构     | · 中国共产党 · 广东省委员会 | 广东省 人民代表大会 常务委员会 | 广东省 人民政府   | · 中国人民 · 政治协商会议 · 广东省委员会 |
| 职务     | 书记                        | 主任                           | 省长              | 主席                                     |
| -------- | --------------------------- | ------------------------------ | ----------------- | ---------------------------------------- |
| 姓名     | 黄坤明 （中央政治局委员）   | 黃楚平                         | 王伟中            | 林克庆                                   |
| 民族     | 汉族                        | 汉族                           | 汉族              | 汉族                                     |
| 籍贯     | 福建省上杭县                | 湖北省黃岡市                   | 山西省朔州市      | 湖北省仙桃市                             |
| 出生日期 | 1956年11月（68歲）          | 1962年10月（62歲）             | 1962年3月（63歲） | 1966年10月（58歲）                       |
| 就任日期 | 2022年10月                  | 2022年1月                      | 2021年12月        | 2023年1月                                |

### 與香港及澳門的關係
香港和澳門歷史上成為英國和葡萄牙殖民地之前分別屬於廣東省的寶安縣（明清時為新安縣）和香山縣，但回歸中華人民共和國後则設為特別行政區而非併入廣東省，根據香港特別行政區基本法和澳門特別行政區基本法明確禁止省級政府干預特別行政區地方政治。因此，特區政府與廣東省政府之間会溝通解決許多與香港和澳門有關的問題，如邊境政策和水權的問題。

## 经济

### 发展过程

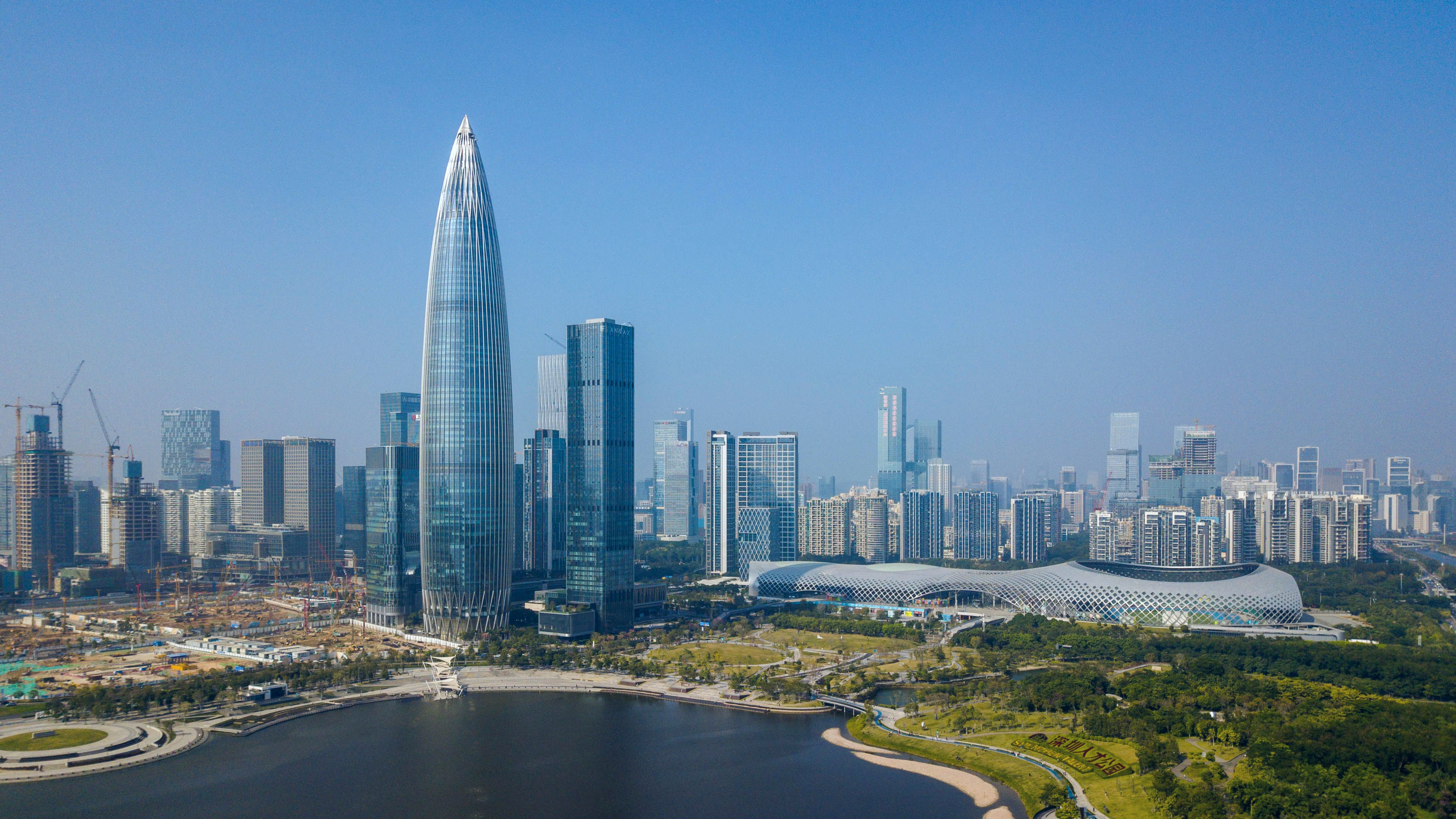
改革開放後，深圳得到快速發展

秦汉时期之前，广东因地理位置与中原隔绝，地势低湿，环境恶劣，经济发展缓慢，长期落后于中原地区。秦汉时期，随着农业、手工业、商业以及陆海交通的发展，番禺城（今广州）海上贸易非常发达，是当时中国重要的商业中心。唐开元年间，宰相张九龄召集民夫，开凿大庾岭新道以沟通南北，广东与中原的经济、文化交流日益增多。在唐代，广东开始中国最早的商品性鱼苗育养，荔枝等经济作物种植业发达，纺织陶瓷制品在中国市场占重要地位，广州成为当时国内最大的对外贸易港口，市舶贸易十分繁荣。宋元时期，珠江三角洲地区的荒丘沙坦得到進一步垦辟開發，粮食产量大大提高，市镇经济得到进一步发展，佛山成为除广州外的岭南第二大商贸中心。明清时期，珠江三角洲淤积加速推动沙田围垦，乾隆年间放宽政策后，海坦围垦面积迅速增加，果基鱼塘、桑基鱼塘的耕作形式兴起，逐渐形成大小不等的农业商品生产的专业区域，社会经济跃居中国先进行列。
清中期实行一口通商政策后，粤海关成为中国对外通商的唯一口岸，中国的海上进出口商品集中在广州一地交易，由十三行所垄断。鸦片战争之后，广州由中国总集散中心的地位转变为东南沿海地区的集散中心，广东的对外贸易急剧衰退。与此同时，侨商兴办的中国第一家机器缫丝厂（南海继昌隆缫丝厂）、第一家火柴厂（佛山巧明火柴厂）、第一家电灯公司（广州电灯公司）、第一家橡胶厂（广东兄弟树胶公司），与当时广东地方官办的机器局、钱局、织布局等，构成广东的第一批近代工业。在第一次世界大战及其战后时期，广东轻工业得到进一步发展机会，并在20世纪30年代前后达于鼎盛。主政广东的陈济棠颁布《广东省三年施政计划提议书》，采取保护和刺激地方经济的措施，确立规模宏大的省营实业体系，民国25年（1936年），广东经济达到中华人民共和国建国前的最高水平。抗日战争前期，广东作为主要的战时物资通道，对外贸易和省际贸易空前繁荣，广东沦陷后，近代工业基础幾近完全摧毁，商业萧条，经济遭到严重破坏。抗战胜利后，广东经济曾一度得以恢复，但又因国共内战而陷入停滞。
中华人民共和国成立后，广东经济进入新发展时期，在土地改革和“三大改造”完成后实行高度集中的计划经济管理体制。由于地处国防前线，广东缺乏国家重点项目的大规模投资，连续的政治运动亦严重冲击广东社会经济的发展。1953~1978年，广东国内生产总值年均增长5.2%，人均国内生产总值年均增长3%，低于中国平均增长水平。1979年7月15日，中共中央、国务院决定下放更多經濟自主权予广东、福建两省对外经济活动。1980年8月26日，五届全国人大常委会第十五次会议批准在广东省内的深圳、珠海、汕头设置经济特区。广东充分利用国家赋予的先行政策和毗邻港澳的地缘优势，逐步推行经济体制改革，通过“三来一补”、“三资企业”等经营模式，引进外资及先进的技术、管理经验，承接港澳台加工制造业转移，大力发展纺织、食品、小家电为代表的轻工业，与港澳地区形成“前店后厂”的分工合作格局，由原来经济实力在中国处于中等水平，一跃成为经济最发达的省份。1989年，广东GDP以1381.39亿元超过江苏的1321.85亿元，经济总量首次跃居全国第一。20世纪90年代中后期以来，广东重点发展电子信息、医药技术等高新技术产业及石化、能源、汽车等装备制造工业，先后提出發展珠江三角洲高新技术产业带和珠江东岸高端电子信息制造产业带、珠江西岸先进装备制造产业带。目前，电子信息、汽车制造和电气机械已成为广东工业的三大支柱产业，并涌现出华为、中兴、OPPO、VIVO、广汽、比亚迪、美的、TCL、格力、创维、康佳、CRRC、大疆等一批国内外知名品牌。1978年至今，广东地区生产总值年均增长12.6%，高過同期中国平均增速3.1个百分点，高過世界平均增速9.7个百分点，远高于20世纪新加坡、韩国、日本经济起飞时期的平均增速，GDP先后在1998年超越新加坡、2003年超越香港、2007年超越台湾，是亚洲经济总量最大的一级行政区。
广东省以中国第一经济大省的地位，在许多经济指标上都列各省第一位。如地区生产总值、社会消费品零售总额、居民储蓄存款、专利申请量、税收、进出口总额、旅游总收入、移动电话拥有量、互联网用户、货物运输周转总量等。其中进出口总额年均占中国约1/4，从1985年至2008年连续23年居中国第一；年财政总收入占中国约1/7；累计吸引外商投资占中国约1/4；GDP从1989年至2013年连续24年居中国第一。但人均生活水准有待提高，珠三角与粤东粤西两翼以及粤北山区的社会经济发展长期存在明显差异。2015年广东地区生产总值为72,812.55亿元人民币，人均GDP达10,838美元。
在省会广州举办的每年两届的广交会是中国出口贸易的晴雨表，支撑广东省内外贸易和出口加工业多年的持续发展。

### 经济区域

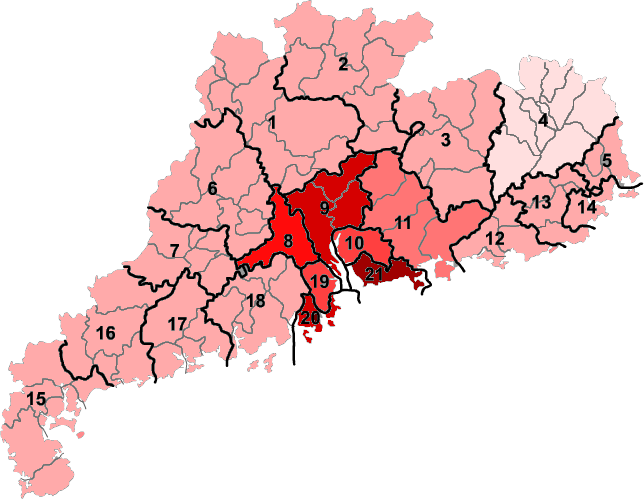
2015年，廣東各地級市人均國內生产总值分佈圖。人均生产总值最髙的地區依次爲深圳、广州、佛山（深色區域）。圖中可見珠三角以外的廣東地区均較爲落後，其中最貧窮的梅州市的人均生产总值不足4,000美元，與深圳市的26,071美元形成頗大落差

广东是中国国内区域发展极不平衡的省份，区域均衡度远远低于江苏、浙江、山东、福建等全国其他经济大省，全省各市经济发展水平参差不齐，主要经济活动高度集中于重点发展区域珠江三角洲地区，珠三角以外的地区基础设施建设及社会发展水平均相对滞后，部分发展指标甚至远逊于中西部省份，在珠三角地区特别是广州、深圳两大一线城市强烈的资源虹吸效应下，全省人均GDP低于全國平均水平的地级市由2000年的8个上升至2020年的16个。截至2020年，全省21个地级市中除经济实力较强的廣州、深圳、佛山、東莞、惠州五市以外，超过三分之二的地级市人均GDP未达全國平均水平，其中廣州、深圳人均GDP已达到高收入經濟體水平，而全省人均GDP最低的梅州仍低于全国最低省份甘肃省的平均水平，不及省内最高城市深圳的2成，经济落差程度为全国之首。时任中共广东省委书记汪洋曾指出“全国最富的地方在广东，最穷的地方也在广东”，央视新闻频道亦曾以《穷广东调查》作专题报道。而珠三角内部也存在发展不平衡的问题，珠江两岸呈现“东强西弱”的发展格局，珠江西岸的发展显著落后于东岸地区。
根据地理位置及发展程度，广东省内的经济区域可大致划分珠三角地区和粤东西北地区（非珠三角地区），两者经济总量自改革开放以后被迅速拉开，且差距呈现不断扩大的趋势。珠三角地区的GDP总量占全省的比重由1995年珠江三角洲经济区成立初期的68.6%升至2020年的80.8％，在省内占据绝对优势，剩余的粤东西北地区十二市合计在各项指标的占比不足两成。2020年，粤东西北地区无一地级市居民可支配收入达到全国平均线，全体居民人均可支配收入為24716.7元，僅為珠三角地區的45％、全省的60％，全國的77％，與廣西、青海、河南水平相當。
在官方层面上，1993年，广东省第七次党代会就提出“中部地区领先，东西两翼齐飞，广大山区崛起”的区域经济发展战略，1994年10月，广东省委提出建立珠江三角洲经济区，让这一地区在广东率先实现现代化。1998年，广东省将广州、深圳两市确定为中心城市，并根据经济发展水平和地理区位将全省划分为珠三角、东翼、西翼和北部山区四个经济区域，并细分成中心城市-经济特区及珠三角地区-东西两翼-山区-贫困地区五个发展层次。2018年7月，广东省委十二届四次全会提出“一核一带一区”区域发展格局，将省内经济区域划分为以广州、深圳为主的珠三角核心区和经济区、以粤东、粤西地区为主的沿海经济带（又称东西两翼地区，包括汕头、汕尾、阳江、湛江、茂名、潮州、揭阳7个地级市）、以粤北山区为主的北部生态发展区（包括韶关、河源、梅州、清远、云浮5个地级市）。

### 產業结构
广东是制造业大省，约160种工业产品产量居全国首位‌，‌同时，广东的第三产业增加值连续多年位居全国第一，远远领先于其他省份，在全国处于领先地位‌‌，但各市产业结构差异较大，有“一省三世界”之称。廣州、深圳、珠海的服务业处于全省领先地位，佛山、东莞、惠州、中山、汕头、潮州及江门以第二产业为主，肇庆、揭阳、汕尾、韶关、河源及清远处于工业化过渡阶段，湛江、茂名、阳江、云浮及梅州农业仍占有重要地位。

## 交通

### 公路
广东高速公路是中国华南地区重要的交通网络系统。广东省内的第一条高速公路是1989年建成通车的广佛高速公路，2014年全省高速公路通车里程突破6000公里，跃居全国第一；2015年，高速公路通车总里程突破7000公里，如期实现“县县通高速公路”的目标。截至2022年底，广东省高速公路通车里程达到11211公里，连续9年保持全国第一。

### 航空

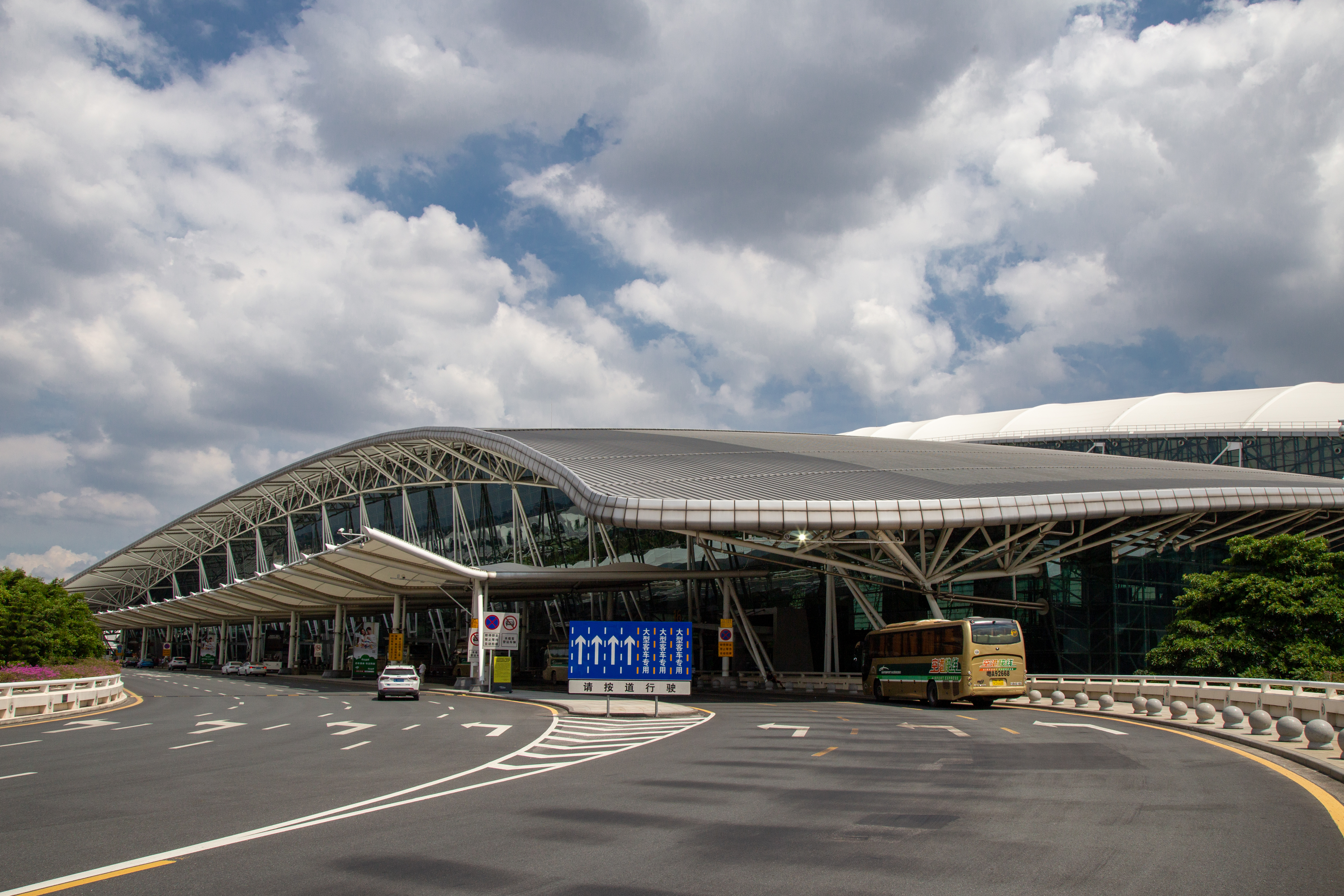
广州白云国际机场

截至2021年，广东省境内已有民用运输机场9座、通用机场10座，公共运输航空公司8家（中国南方航空、汕头航空、珠海航空、九元航空、深圳航空、东海航空、顺丰航空、中航货运航空）。

## 人口

### 人口
| 年份   | 普查内容           | 人口数      | 占总人口比重 | 各省（区、市）位次 |
| ------ | ------------------ | ----------- | ------------ | ------------------ |
| 1953年 | 第一次全国人口普查 | 34,770,059  | 5.78%        | 6                  |
| 1964年 | 第二次全国人口普查 | 42,800,849  | 5.92%        | 6                  |
| 1981年 | 第三次全国人口普查 | 59,299,220  | 5.75%        | 5                  |
| 1990年 | 第四次全国人口普查 | 62,829,236  | 5.42%        | 5                  |
| 2000年 | 第五次全国人口普查 | 85,225,007  | 6.67%        | 3                  |
| 2010年 | 第六次全国人口普查 | 104,303,132 | 7.61%        | 1                  |
| 2020年 | 第七次全国人口普查 | 126,012,510 | 8.93%        | 1                  |

上古时期，广东境内未得到大规模的开发，地旷人稀。先秦时期，广东境内原住有百越中的南越（聚居于现珠江三角洲地区）、西瓯（聚居于现粤西北地区）、骆越（聚居于现粤西地区）、闽越（聚居于现粤东地区）等族群居民。自秦进兵统一岭南后，留戍军队，谪徙罪徒，中原人陆续南迁入粤，其后又有两晋南北朝、两宋末年、明朝末年大量北方人口为避战乱的几次南迁移民高潮，人口总量由西汉初年的37万余人增至清朝中期的近1500万人。清嘉庆十七年（1812年）广东人口数为1890万，同治元年（1862年）为2882万，一跃成为中国人口較多的省份之一。清末至民国时期，社会动荡，广东人口增长缓慢，还出现大批粤人移居海外谋生的“下南洋”浪潮。中华人民共和国成立后，尤其是改革开放之后，来广东务工经商的外来人口迅速增加。2007年，广东常住人口达9449万人，首次成为中国第一人口大省。目前，广东常住人口已突破一亿，是中国国内首个常住人口超过一亿的省份。2018年，广东超越山东，成为全国第一生育大省。2022年，廣東常住人口出現负增长，这是40年来首次。
在人口分布上，珠江三角洲地区占广东全省常住人口比重超过六成，是全国人口增长速度最快的地区，粤东、粤西、粤北占全省常住人口比重均在12％-13％之间。其中，广州、深圳、东莞三市常住人口超过1000万，深圳更是中国内地人口密度最大的城市，而经济欠发达的粤东西北地区为人口净流出地区，户籍人口长期低于常住人口，茂名、湛江、梅州、揭阳净流出人口均在百万以上，人口流失尤为严重，据全国第七次人口普查，揭阳、汕尾、河源、潮州、湛江六市常住人口规模已经出现缩减状态。

### 民族与民系
廣東古爲百越之地，民族成分複雜多樣。隨著歷史上漢人南遷，民族間不斷融合，現在廣東以漢族人佔絕大多數，少數民族有瑤族、壯族、苗族、黎族、畲族等。
廣東的漢族居民，主要可分為广府（珠三角、粵西、清遠）、客家（梅州、惠州、陸河、河源、韶關、深圳）、闽海／福佬（潮汕、海陸豐、雷州）三大族群。上述族群都是混合同化岭南地区最早的原住民百越诸族而形成的南方汉族，在語言、習俗上各有自己的特色。
区别三大族群的重要特征是不同的地方語言，即以广州方言为标准音的白话，称为粤語；以梅州市区（梅江区、梅县区）方言为标准音的客家话，称为客語；以汕頭方言為標準音的潮州話，屬於閩南語分支。其中，广府人在广东三大民系中分布范围最广，是广东风俗文化的主要代表，广府文化在各个领域中常作为粤文化的代称，如粤语、粤剧等。

### 语言
廣東本地的漢語包括粤语（包括廣州話、四邑話、勾漏粵語）、客家話（含揭陽河婆話）、閩語（包括潮州話、中山隆都話、海陆丰话、雷州話）、粵北土語（即韶州土話）、軍話、正話等；少數民族的語言包括連山壯語、勉語、畲語等。廣東的主流語言分別屬漢語族中的粵語、客家话、閩語。尤值一提的是，廣東的廣州話和梅县話分別是粵語和客家話的代表音，可見廣東汉语分支在所有汉语分支中佔有重要地位。
改革开放以后，大量外省籍人口涌入广东居住，普通话漸於廣東通行并从根本上改变广东語言的使用版圖，在外来人口较多的地区，普通话已取代当地居民常用的語言成为主要通用语言。因推广普通话政策，本土語言在本地行政机构、学校、傳媒等公共服务场合的生存空间大大缩减，普通话成为主导语言，更有地方出现使用本地語言的“惩罚措施”，例如在学校内禁止学生使用粤语等“方言”交谈，否则会受罚。在普通话强势的语言环境下，粤语、潮汕话、客家话在年轻一代中使用频率降低并淡出日常生活使用，本土语言的日渐式微、弱化流失也引起相关社会人的担忧，不少相关人员希望政府、社会、学校等方面重视，行政部门在语言传承方面有所作为，学校有意识营造有利于本土語言传承的氛围，社会上能增加本土语言在公共领域中的使用范围和频率。

#### 粵語
又称广东话，省内又通称广府话、广州话、白话，是广东省内影响力最大、使用人口最多的地方语言，省内使用的人口近4000万人。广东省内以珠江三角洲及粵西地區为分布中心，下属有粵海片、勾漏片、四邑片、莞宝片、高雷片等分区，各片小有差别，四邑片与粤海片差异最大。广东省内以粤语使用者为主的城市包括广州、佛山、东莞、中山、珠海、江门、肇庆、阳江、云浮、茂名、清远，此外，粤语还通行于广东省的深圳、湛江、韶关、惠州和汕尾的部分地区。
| 分区   | 使用市县（区） | 代表口音   |
| ------ | --- | ---------- |
| 粤海片 | 广州、佛山、肇庆、深圳、中山、珠海香洲、鹤山、高要、云浮、清远、佛冈、龙门、韶关、博罗、惠阳、惠东、海丰、仁化、乐昌、英德 | 广州       |
| 羅廣片 | 四會、廣寧、德慶、羅定、鬱南、封開、信宜、陽山、連縣、連山、怀集                                                           | 四會       |
| 四邑片 | 台山、开平、恩平、新会、斗门、江门及鹤山部分地区                                                                           | 台山、新会 |
| 高陽片 | 湛江、茂名、阳江、阳春、高州、信宜、电白、遂溪、廉江、雷州、徐闻                                                           | 高州       |
| 吳化片 | 化州、吴川 | 化州       |
| 莞宝片 | 东莞、深圳寶安 | 莞城       |

粤海片中的廣州話是粵語約定俗成的標準口音。海外華人多稱粵語爲“唐話”。粵語在海外如北美、英國和澳大利亞的華人社區是廣泛使用的强势语言。在部分東南亞國家如马来西亚、越南等也十分流行。粵語在語言學的分類上，大部分中國學者與一部分西方學者之間意見存在分歧。前者視粵語爲漢語的一種方言；後者認爲粵語屬於“漢語族”，是一門獨立的語言。

#### 客家话
通称客话或客语，又名“程鄉话”、“棚民话”、“嘉應話”，是省内分布最广的一种地方語言，因客家人南迁广东后往各地分散迁徙，全省除汕头外均有客家話区或客家話島。广东省是客家话最重要的流行地，省内使用的人口约1500万人。廣東的客家话主要分布在粵東和粵北一帶，語言學界以老梅县音爲客家話的代表口音。广东省内以客家话使用者为主的城市包括河源、梅州、惠州，此外，客家话还通行于深圳、东莞、汕尾、韶关的部分地区，全省其他地区亦有零星分布，如广州三元里、沙河。
| 分区   | 使用市县（区） | 代表口音 |
| ------ | --- | -------- |
| 粤台片 | 梅州、揭西、紫金、惠阳、惠东、陆河、宝安，以及揭阳、饶平、普宁、惠来、潮阳、陆丰、海丰、深圳、东莞、增城、博罗、中山的部分地区。           | 梅州     |
| 粤中片 | 和平、连平、龙川、河源、新丰、佛冈，以及广州、顺德、南海、中山、珠海、斗门、三水、四会、清远、高明、鹤山、开平、新会、台山、恩平的部分地区 | 梅州     |
| 粤北片 | 始兴、乐昌、曲江、连州、连南、乳源、阳山、翁源、英德，以及韶关、南雄、仁化、连山、怀集、广宁、郁南、德庆、云浮、罗定、新兴的部分地区。     | 梅州     |
| 粤西片 | 分散在信宜、阳春、阳江、高州、茂名、电白、化州、吴川、廉江、遂溪、雷州、徐闻。                                                             | 梅州     |

#### 閩語
广东的闽語分布也非常广泛，包括粤东的潮州话、海陆丰话和粤西雷州半岛的雷州话。潮州话亦称潮汕话，为广东省的潮汕地区的主要語言。海陆丰话又称学佬话，其口音接近泉漳闽南语，主要流行于广东省的汕尾市的城区、陆丰市、海丰县，及惠州市的惠东县、博罗县部分地区。雷州话又叫黎话，主要流行于湛江市原属旧雷州府的三县：海康（今雷州市）、徐闻和遂溪。广东省内以闽南語使用者为主的城市包括潮州、汕头、揭阳、汕尾，此外，闽語还通行于惠州、梅州、湛江、茂名的部分地区，另在中山市和珠海市等地还有不少闽语岛，其口音接近福建闽南语，统称为中山闽语，又称村话。
潮州话、海陆丰话、中山闽语均為閩南語的方言。而雷州话原先被视為閩南語的一种方言，如今改為歸属閩語瓊雷話。全省使用閩語的人口约1700万人。
| 分区   | 使用市县（区）                                                                       | 代表口音           |
| ------ | ------------------------------------------------------------------------------------ | ------------------ |
| 潮汕片 | 汕头、潮州、揭阳、澄海、南澳、饶平、揭西、潮阳、普宁、惠来，以及丰顺、陆丰的部分地区 | 汕头、潮州         |
| 陸海片 | 海丰、陆丰、汕尾，以及惠东、博罗的部分地区                                           | 海丰海城、陆丰东海 |
| 中山片 | 中山、珠海的部分地区                                                                 | 中山隆都           |
| 雷州片 | 雷州、徐闻、遂溪，以及湛江、廉江、吴川、电白、茂名、高州、阳西的部分地区             | 雷州               |

## 建筑

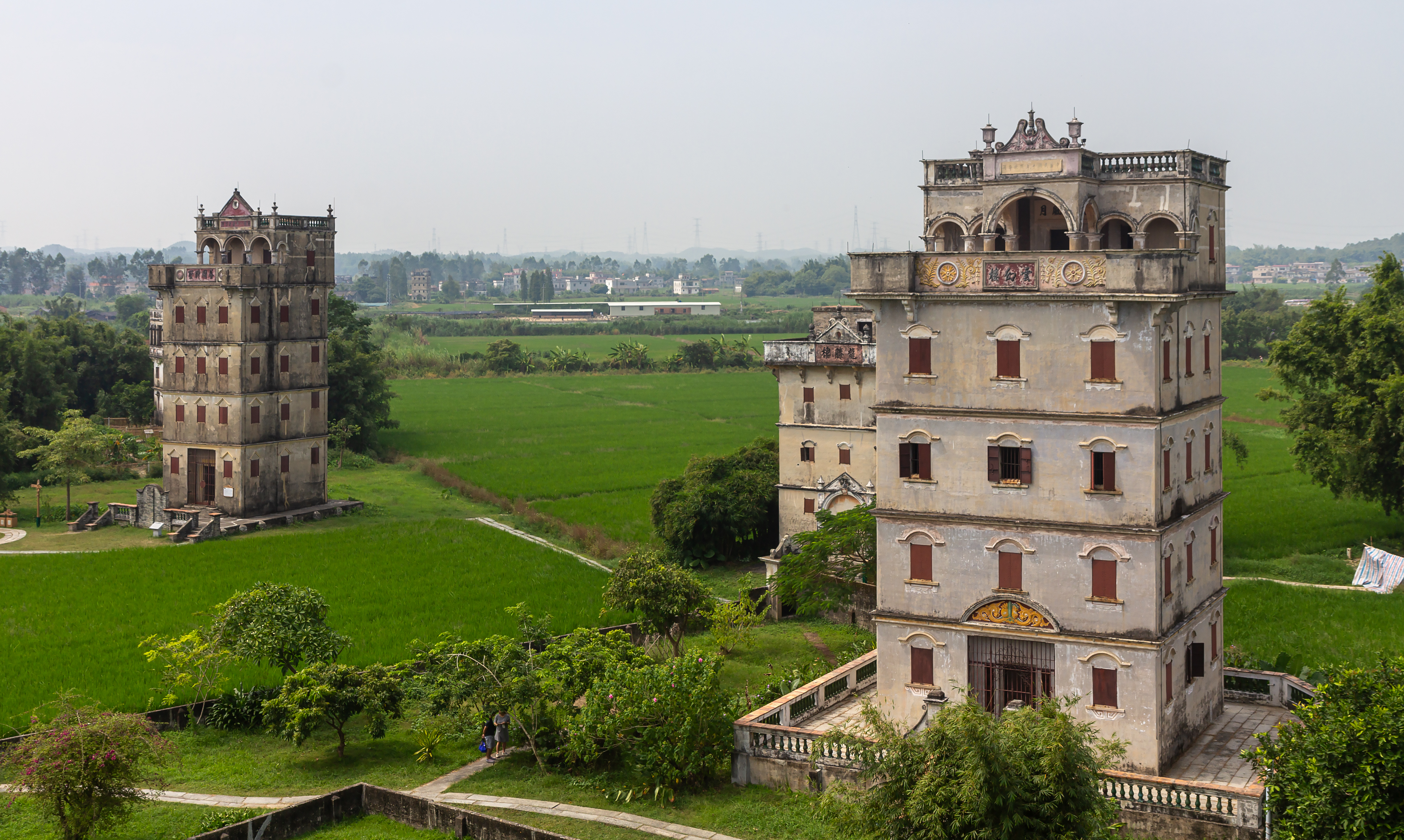
位于江门市开平市鄉村的开平碉楼

- 開平碉樓
- 廣府祠堂
- 广东四大名园
- 广济桥
- 广东客家建筑
- 客家围屋
- 广州塔

## 文化
廣東歷史悠久，具有獨特文化，主要有廣府文化、潮汕文化、客家文化、五邑文化、雷州文化、海陸豐文化等分支。開平碉樓是廣東首個世界文化遺産項目，潮汕善堂是中國民間慈善的典範，客家圍屋獲認爲是東南亞土著文化代表建築。粵菜屬於中國八大菜系之一，譽滿中國，在中國國外華人聚居區也廣受歡迎。粵劇是中國著名劇種，泮村燈會、舞獅與潮汕英歌舞都是非常有特色。

### 饮食
广东的饮食天下闻名。广东地处亚热带，雨量充沛，四季常青，物产富饶，故食材得天独厚。一般而言，廣東菜以原汁原味，潮州菜以精致典雅著称，客家菜则偏重咸。廣東人亦普遍喜欢飲茶，常見包括普洱、鐵觀音、壽眉、馬騮搣，其中以潮州工夫茶最为有名。著名的有廣東菜、潮州菜、客家菜、飲茶（廣東點心）、潮州工夫茶、客家擂茶。

### 戏剧
- 粤剧
- 廣東潮剧
- 广东汉剧
- 广东雷剧
- 广东木鱼戏
- 客家山歌剧

### 音乐
- 粤曲
- 广东音乐
- 潮州音乐
- 南音
- 客家山歌、客家渔歌
- 广东汉乐

### 其他
- 岭南画派、岭东画派

## 宗教
廣東宗教（2012）
根據2012年的一項調查，廣東只有約7％的人口屬於有組織的宗教，最大的信仰群體是佛教徒，佔6.2％，其次是新教基督徒佔0.8％，天主教基督徒佔0.2％。大約93％的人口無宗教信仰或為信奉中國民間信仰、祖先崇拜、道教、佛教、儒家思想和自然神靈崇拜。根據一項2007年的調查，廣東有43.71％的人口崇拜祖先。

### 道教
2005年底，廣東有道教信徒13萬人，博羅縣羅浮山衝虛古觀列爲全國重點道觀。

### 佛教
廣東佛教信徒有約32萬人，教徒人数居广东第一，大多分布于珠三角和潮汕地区（由于潮汕地区人口统计困难，实际远超此数）。列爲漢族地區佛教全國重點寺院的有韶關南華禅寺，廣州六榕寺、光孝寺，乳源縣雲門寺，肇慶慶雲寺，潮陽靈山寺，潮州開元寺。南華禅寺是禅宗祖庭。

### 伊斯兰教
目前僅廣州、肇慶有約2萬名穆斯林。建于廣州的懷聖寺光塔可以追溯到唐宋時期。肇慶市區亦建有清真寺建築。
現代，主要來自新疆的穆斯林小群落近年也开始迁入深圳市，经营標榜清真風味的面館。在梅林附近有一所清真寺，文錦渡的一間清真餐館是穆斯林教徒在深圳比較重要的聚會點，而还有穆斯林小規模聚居在龍崗區布吉街道。

### 天主教
廣東天主教信徒計有20万人，大部分属于汕头教区。肇庆是明代传教士利玛窦首先进入的中国城市（1583年）。广州教区的石室聖心大教堂為全省最大教堂，是一座著名的哥德式建筑；而建在潮州市的圣母进教之佑大堂规模在省内排列第二。

### 基督新教
廣東是基督新教最早傳入中國的地區（1807年）。1949年廣東有9萬基督新教信徒，屬于基督新徒較多的省份；現在可統計新教徒約30萬人，信徒中多數分布于东部地區、廣州市和深圳市。

## 教育
近代以来，广东因其特殊的地理位置和人文环境，成为西学东渐的首播之地，是中西文化交汇的津梁。从十九世纪六十年代开始，一批具有早期维新思想的知识分子便在粤著书立说，主张效法西方的先进技术和制度，提倡通过改良和变法，实现国家富强，并促成学习西方知识的风气。西学教育在广东逐渐形成规模，对促进晚清教育改革和开启民智发挥非常重要的作用，同时也推动维新思想在广东的产生和发展。而何子渊、丘逢甲等教育先驱正是此段历史的参与者和见证者。
广东重视教育，但与经济发展失衡一样，存在教育资源不平衡的现象。粤北山区、粤西、粤东与珠三角的教育资源存在差距。广州是中国高校分布極為密集的城市之一。广东省内著名的大学有位於廣州的中山大学、华南理工大学、暨南大学、华南师范大学、华南农业大学等；位於深圳的深圳大学、南方科技大学、香港中文大學（深圳）等；位於汕頭的汕頭大學等。

## 体育

### 球队
广东省现拥有6支职业足球队、5支职业籃球队、3支职业羽毛球队、1支女子乒乓球俱乐部、1支职业排球球队、1支半職業棒球隊。
| 球队                           | 城市       | 项目   | 联赛                 |
| ------------------------------ | ---------- | ------ | -------------------- |
| 广州足球俱乐部                 | 广州       | 足球   | 中国足球超级联赛     |
| 广州城足球俱乐部               | 广州       | 足球   | 中国足球超级联赛     |
| 深圳市足球俱乐部               | 深圳       | 足球   | 中国足球超级联赛     |
| 梅州客家足球俱乐部             | 梅州       | 足球   | 中国足球超级联赛     |
| 广东梅州五华女子足球俱乐部     | 梅州       | 足球   | 中国女子足球超级联赛 |
| 广东宏远篮球俱乐部             | 东莞       | 篮球   | CBA                  |
| 深圳新世纪篮球俱乐部           | 深圳       | 篮球   | CBA                  |
| 广州证券龙狮篮球俱乐部         | 广州和佛山 | 篮球   | CBA                  |
| 广州六穗篮球俱乐部             | 广州       | 篮球   | NBL                  |
| 广东松山湖女篮                 | 东莞       | 篮球   | WCBA                 |
| 广东羽毛球俱乐部               | 广州       | 羽毛球 | 中国羽毛球超级联赛   |
| 广州粤羽惠州伟豪羽毛球俱乐部队 | 惠州/广州  | 羽毛球 | 中国羽毛球超级联赛   |
| 广东世纪城羽毛球俱乐部队       | 东莞       | 羽毛球 | 中国羽毛球超级联赛   |
| 广东恒大女子排球俱乐部         | 广州       | 排球   | 中国女子排球甲A联赛  |
| 广东珠江怡景湾俱乐部           | 广州       | 乒乓球 | 中国乒乓球超级联赛   |
| 广东猎豹队                     | 广州       | 棒球   | CBL                  |

### 荣誉
深圳队曾夺得2004年中超联赛冠军。广州队则是2013年亚冠联赛、2015年亚冠联赛冠军、 2011年中超联赛-2016年中超联赛冠军、2012年中国足协杯冠军以及2007年中甲联赛、2010年中甲联赛冠军。在职业联赛开始前广东足球队也曾夺得两次顶级联赛冠军。广东海印曾夺得1997年女足超级联赛冠军。广州队也是2004年室内足球联赛杯赛双冠军和2007年沙滩足球锦标赛冠军。除职业球队之外，广东足球队曾夺得20次省港盃和在全運会足球比赛中两次夺得金牌，广州市代表队也曾在1991年夺得全国城市运动会足球赛金牌。
广东宏远篮球队从2003-2004赛季开始至今，获得最近10个赛季的CBA联赛的8次冠军。广东凤铝、广州六穗都曾夺得过NBL冠军。
广东代表团在第3、5、6、9届全运会金牌榜排名第一。在奥运会上，广东运动员共获得26枚金牌。

### 大型比賽
廣東曾举办中华人民共和国第六届和第九届全运会，2025年粵港澳大灣區將會合辦第十五屆全運會。1991年举办第一届女子世界杯足球赛。广州于2010年11月12日至12月27日举行第16届夏季亚洲运动会。深圳在2011年8月12日至8月23日举办2011年世界大学生运动会。广东省运动会是广东省内规模最大的综合性运动会，每四年举行一次。

## 友好省州
广东省及其下辖的各城市经广东省人民政府批准，再经中国人民对外友好协会确认，由中华人民共和国外交部批准后，可以与国外城市建立友好合作关系。友好城市之间可以开展在经济、科技、教育、农业、文化、卫生、体育、旅游、环保等各领域的交流与合作。
截至2023年4月，广东省及其下辖各地、县级行政区已与65个国家建立204对友好城市。其中，亚洲45对友好城市；美洲55对友好城市；欧洲有68对友好城市；大洋洲有24对友好城市；非洲有12对友好城市。省级友好城市有48对，地级友好城市有142对，县级友好城市有14对。

## 延伸阅读
[在维基数据编辑]
 《欽定古今圖書集成·方輿彙編·職方典·廣東總部》，出自陈梦雷《古今圖書集成》